# Kinsmod
kinsmod é um programa escrito por Silvio Cesare que, no sistema operacional Linux, permite a inserção de um módulo carregável do núcleo potencialmente malicioso, por meio da escrita no dispositivo /dev/kmem, independentemente de o kernel ter sido compilado com o suporte ao módulo carregável do núcleo. O conjunto de patches do núcleo do Linux da Grsecurity fornece uma proteção segura contra esse risco de segurança, fornecendo uma opção "Negar gravação em /dev/kmem". 
Observa-se que, em um sistema configurado corretamente, somente os usuários confiáveis (normalmente apenas o administrador) têm permissão para gravar no dispositivo /dev/kmem e o uso de kinsmod não oferece uma vantagem potencial ao invasor.